# Centre Grau-Garriga d'Art Tèxtil Contemporani
El Centre Grau-Garriga d'Art Tèxtil Contemporani és un centre d'art tèxtil contemporani situat a Sant Cugat del Vallès, a l'antic mas remodelat de Cal Quitèria. Es tracta del primer centre d'art tèxtil contemporani de tot l'estat espanyol. És el resultat del projecte originari de Josep Grau-Garriga i de la voluntat de la ciutat de Sant Cugat de promoure i difondre l'art tèxtil contemporani. El projecte de museïtzació i el comissariat de l'exposició va ser realitzada per la historiadora i crítica d'l'art, Pilar Parcerisas. L'equipament es planteja amb l'objectiu de ser un centre d'art actiu dedicat a la promoció de l'obra de Josep Grau-Garriga, així com, la difusió i coneixement de l'Escola Catalana del Tapís i de l'art tèxtil en tots els seus corrents internacionals. L'exposició inaugural fou Cent anys de tapís a Sant Cugat.

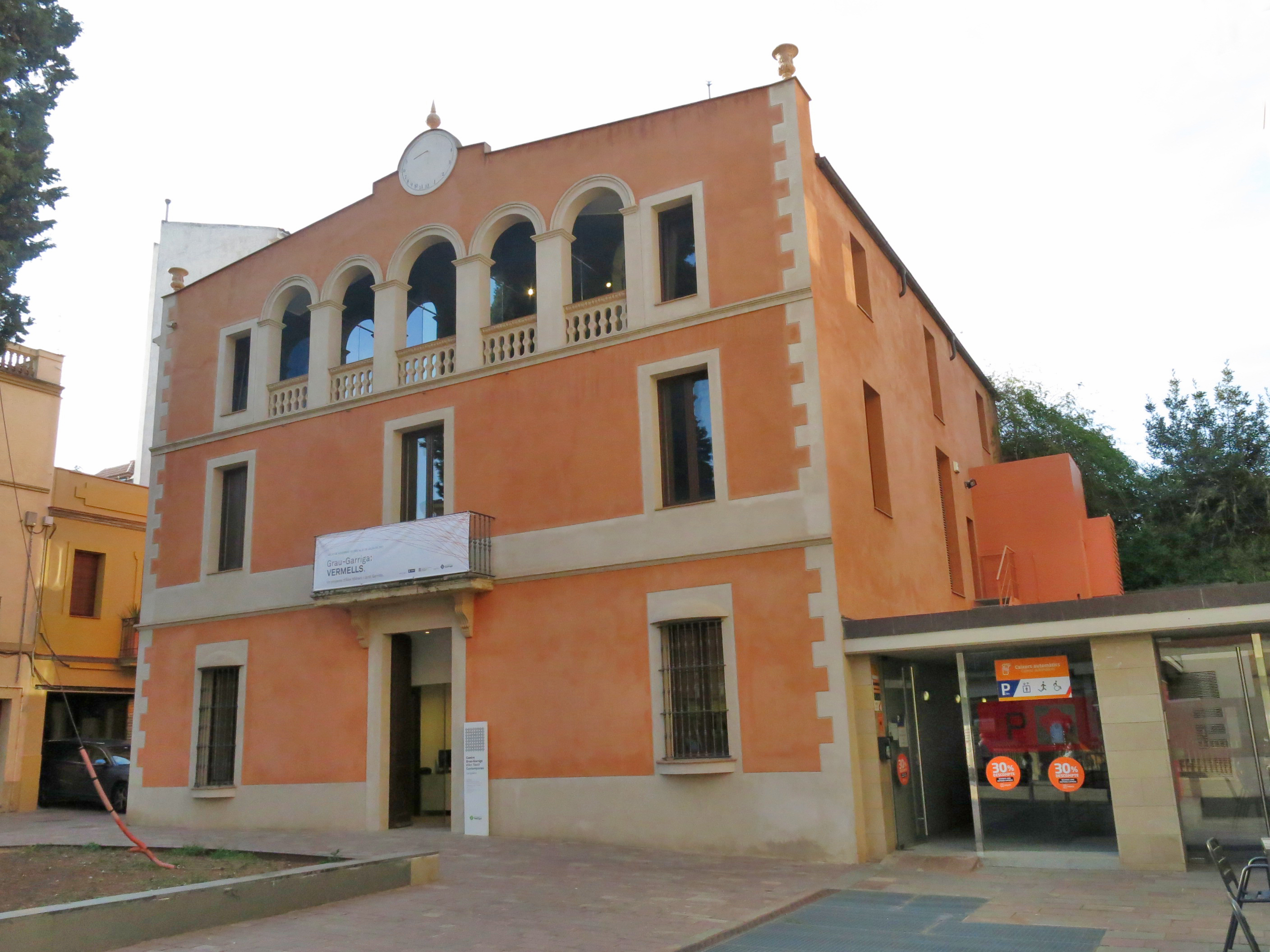
Cal Quitèria, seu del Centre Grau-Garriga d'Art Tèxtil Contemporani

## Història
Durant el segle XX la població de Sant Cugat ha estat relacionada amb el tapís, l'artista Josep Grau-Garriga va ser un dels principals impulsors de la seva revaluació com a recurs expressiu de primer ordre de l'art contemporani a nivell internacional. La seva obra forma part de les col·leccions dels museus més prestigiosos de món: MoMA (Nova York), Museu d'Art Rufino Tamayo (Mèxic D.F.), Musée Moderne de la Ville de Paris i al MACBA, entre d'altres. Juntament amb d'altres noms que van inscriure's en l'Escola Catalana del Tapís, van ser la generació que van treure el tapís del mur per transformar-lo en quelcom més escultòric.